# امت گاوین
امت گاوین (به انگلیسی: Emmet Gowin) (زاده ۱۹۴۱ در دنویل، ویرجینیا) عکاس آمریکایی است. او مدرک کارشناسی‌اش را در رشتهٔ هنرهای زیبا از دانشگاه ایالتی ورجینیا و مدرک کارشناسی ارشد عکاسی خود را از مدرسهٔ طراحی رُد آیلند دریافت کرد.

## زندگی شخصی
گاوین در دانویل، ویرجینیا متولد شد. پدر او، یک متدیست وزیر بود و مادر او کوئیکر عضو ارشد کلیسا بود. هنگامی که او دو ساله بود، خانواده‌اش به جزیره Chincoteague نقل مکان کرد، جایی که وی بیشتر وقت آزاد خود را در در اطراف خانه‌اش گذراند. در سن ۱۲ سالگی، خانواده‌اش به دانویل رفتند، جایی که گاوین برای اولین‌بار علاقه خود را به هنر با توجه به نقاشی احساس کرد. هنگامی که او ۱۶ ساله بود، یک عکس از انسل آدامز الهام‌بخش او شد تا برای رفتن به جنگل انگیزه بگیرد. بعدها، او دربارهٔ سال‌های ابتدایی زندگی خود و حضور در جنگل‌ها بیشتر آموخت و تجربه کرد. یکی دانش‌جویان او می‌گوید: «عکاسی با امت، مطالعه همه چیز بود.»
گاوین از تدریس در دانشگاه پرینستون در اواخر سال ۲۰۰۹ کناره‌گیری کرد و در حال حاضر همراه با همسرش در ایالت پنسیلوانیا زندگی می‌کند.

## زندگی حرفه‌ای

### عکاسی از خانواده و ادی، همسرش
گاوین تحصیلاتش را در مدرسه طراحی رُد آیلند زیر نظر هری کالاهان، یکی از تاثیرگذارترین استادانش و آرون سیسکین ادامه داد. او به مرور تحت تأثیر استادش هری کالاهان و تصاویر کلاسیک همسر کالاهان –النر–توجهش را به سمت همسرش ادی، در محیطی آرام و روستایی معطوف کرد. او حرفه‌اش را با عکاسی از همسر و خانواده‌اش آغاز کرد و مجموعه پرتره ای از همسر، خواهر و خانواده‌اش را ارائه داد. پرتره‌های شخصی از چیزهایی که به نظر او جالب‌ترین هستند. عکس‌هایش بسیار محرمانه‌اند. گاوین ارتباط به وجود آمده با موضوع را در یک حالت واقعی به نمایش می‌گذارد. به نظر می‌رسد بسیاری از عکس‌هایش از یک خانه روستایی گرفته شده‌است، جایی که همه خانواده‌اش یکدیگر را ملاقات می‌کنند. حقیقت این است که آنها در یک باغ، دور از جامعه و جمعیت انسان‌ها گرفته شده که عکس طبیعی تر جلوه کند.

### عکاسی هوایی
عکاسی از خانواده تا زمان آتشفشان کوه سنت هلنز در سال ۱۹۸۰ ادامه داشت. در این زمان بود که به دلیل اینکه گاوین نمی‌توانست از این بلای طبیعی روی زمین عکاسی کند، اجازه پرواز را دریافت کرد و از آن زمان شیفته عکس‌های هوایی شد. عکس‌های هوایی او چشم‌انداز منحصر بفردی از مکان‌های مختلف ارائه داد که تا آن زمان دیده نشده بودند. از جمله از محوطه‌های آزمایشی ارتش، محل نگهداری و پرتاب موشک، انبار اسلحه و محل‌های زباله، آب‌های سمی، تسهیلات درمانی، عملیات مین‌گذاری، آبیاری چرخشی، رفت‌وآمد وسایل نقلیه موتوری برون‌راهی، کارهای پتروشیمی و مکان‌های دیگری که گاوین در ایالات متحده آمریکا، کویت، ژاپن و جمهوری چک و اسلواکی.

## تکنیک‌های عکاسی
گاوین در اعماق وجودی خود تحت تأثیر فردریک زومر بود. گاهی اوقات از شیوه عکس لحظه‌ای استفاده می‌کرد. هرچند در بهترین کارهایش از ویژگی‌های متفاوت دوربین استفاده کرده‌است.
گاوین در همه عکس‌هایش از نور طبیعی استفاده می‌کند. موضوع بیشتر در نزدیک مرکز قرار دارد، اغلب از فرق سر تا نوک پا، محیط پیرامون آنها و بیشتر موارد نمای نزدیک را نشان می‌دهد. تک تک موضوعات به‌طور مستقیم به دوربین یا در ذهنشان نفوذ می‌کند اما در هر مورد، موضوع به بیننده اجازه می‌دهد که با محرمیت آن شریک شود. آگاهی امت گاوین از بطن باور موضوع و توان ارتباط با آن باعث می‌شود که موضوع برای بیننده اعتبار نخستین خود را از دست اده و باورپذیر تر به بیننده نفوذ کند.
وی از فواصل کانونی نامتعارف، به منظور ایجاد صحنه‌های چشمگیر برای دوربینش استفاده کرد و شرایطی را فراهم کرد که نگاه دزدانه‌ای به تمام موضوعات شخصی و محرمانه به وجود آید. اگر چه مدل‌های او انسان‌هایی هستند که بدون هیچ تقلب یا پوششی نشان داده شده‌اند ام بیشتر اوقات آن‌ها کمی عجیب به نظر می‌رسند و در لحظه‌ای گرفته شده‌اند که اندام و چشمان آن‌ها احساسات را ناخودآگاه بیان می‌کنند.

## نمایشگاه‌ها و افتخارات
گاوین از ایالات متحده آمریکا و خارج از آن در جمهوری چک و اسلواکی، خاورمیانه، ژاپن، مکزیک و ایرلند عکاسی کرد. آثارش در ایالات متحده آمریکا و خارج از آن، شهر ونیز برای نمونه در موزه هنر فیلادلفیا و نمایشگاه عکس او در پاریس به نمایش گذاشته شده‌است.
در سال ۲۰۰۲ موزه دانشگاه ییل نمایشگاه سیاری را در هشت کشور مختلف ترتیب داد. گاوین همچنین جوایز ارزشمندی برای عکاسی دریافت کرد، مهمترین آن، کمک هزینه تحصیلی Prestigious Guggenheim و کمک هزینه هنری the National Endowment بود.
آثار گاوین در کتاب‌هایی چون: «عکسهای امت گاوین» ۱۹۷۶، عکس‌های امت گاوین ۱۹۶۶ تا ۱۹۸۳ و دگرگونی‌های زمین، عکس‌های هوایی ۲۰۰۲ قابل مشاهده است. در نخستین نگاه تصاویر دگرگونی‌های زمین جذاب و حیرت‌انگیز است، اما وقتی با دقت به آن نگاه می‌کنی خطرات آن به حقیقت آشکار می‌شود.

## گفتاورد
این عکاس هنرمند در جایی آورده‌است که: «در سنین جوانی مضطرب هستیم، به این می‌اندیشیم که دیگران دربارهٔ ما چه نظری دارند. مانند هنرمندان، بیشتر دربارهٔ تماشاگران و آنچه که می‌خواهیم ارائه دهیم، فکر می‌کنیم، شاید کمتر، از تجربه‌های هیجان انگیز استفاده کنیم.»
مناظری را که خداوند تماشا می‌کند، دوست دارم.— امت گاوین